# Пространство-время теории Ньютона
Абсолютное пространство — в классической механике — трёхмерное евклидово пространство, в котором выполняется принцип относительности при преобразованиях Галилея.
Термин введён Ньютоном (вместе с концепцией абсолютного времени) в «Математических началах натуральной философии». Пространство и время у него выступают в качестве универсального вместилища, обладающего отношениями порядка и существующие независимо как друг от друга, так и материальных тел:
…время и пространство составляют как бы вместилища самих себя и всего существующего. Во времени всё располагается в смысле порядка последовательности, в пространстве — в смысле порядка положения. По самой своей сущности они суть места, приписывать же первичным местам движения нелепо. Вот эти-то места и суть места абсолютные, и только перемещения из этих мест составляют абсолютные движения.
Вместе с тем Ньютон отмечает нечёткость обыденной терминологии:
Время, пространство, место и движение составляют понятия общеизвестные. …эти понятия обыкновенно относятся к тому, что постигается нашими чувствами. Отсюда происходят некоторые неправильные суждения, для устранения которых необходимо вышеприведённые понятия разделить на абсолютные и относительные, истинные и кажущиеся, математические и обыденные.
В качестве такого математического понятия Ньютон ввёл выделенную инерциальную систему отсчёта, относительно которой и происходит абсолютное движение, не считая её физической реалией, но говоря о возможности привязки к каким-либо «неизменным» объектам — например, к неподвижным звёздам.

## Математическая модель
В отличие от пространства и времени Аристотеля, пространство-время Ньютона уже нельзя воспринимать как канонически отождествлённое с {\displaystyle \mathbb {E} ^{3}\times \mathbb {E} ^{1}}. В первую очередь это связано с отсутствием в теории Ньютона понятия абсолютного движения. Например, если вы находитесь в инерциальной системе отсчёта, то никакими опытами не сможете выяснить, движется ли она равномерно и прямолинейно относительно какой-либо другой ИСО или нет. Поэтому невозможно установить соответствие между точкой пространства, в которой вы находитесь в данный момент времени, и точкой пространства из прошлого. Поскольку теория Ньютона допускает существование сколь угодно больших скоростей, каждой точке пространства в момент времени {\displaystyle t_{1}} может соответствовать любая точка пространства в момент времени {\displaystyle t\neq t_{1}}. Поэтому каждому моменту времени можно поставить в соответствие «своё» пространство. Таким образом, пространство-время Ньютона — это расслоённое пространство с базой {\displaystyle \mathbb {E} ^{1}}, представляющей абсолютное время, и слоем {\displaystyle \mathbb {E} ^{3}}, представляющим относительное пространство. Всякое такое расслоение допускает тривиализацию (то есть выбор изоморфизма с декартовым произведением {\displaystyle \mathbb {E} ^{3}\times \mathbb {E} ^{1}}, однако всякий такой выбор произволен и ничуть не лучше любого другого. Это и есть выбор системы отсчёта. Выбор системы отсчёта можно трактовать как выбор плоской аффинной связности (определяющей, грубо говоря, как меняются координатные оси с течением времени) на тотальном пространстве этого расслоения, удовлетворяющей некоторым естественным предположениям: например, на каждом слое она должна задавать стандартные параллельные переносы евклидова пространства. Таким образом, послойно эта связность не имеет кручения; вообще же говоря её кручение ненулевое. Это (2,1)-тензор, который однако полностью определяется результатом подстановки в него векторного поля {\displaystyle \partial /\partial t}. Соответствующий эндоморфизм касательного расслоения называется крутящим моментом, откуда дифференциально-геометрический термин «кручение».